# Župnija Prežganje
Župnija Prežganje je rimskokatoliška teritorialna župnija dekanije Litija nadškofije Ljubljana.
V župniji Prežganje so postavljene Farne spominske plošče, na katerih so imena vaščanov iz okoliških vasi (Gozd - Reka, Prežganje, Malo Trebeljevo, Veliko Trebeljevo, Volavlje, Zgornja Besnica), ki so padli na protikomunistični strani v letih 1942-1945. Skupno je na ploščah 21 imen.

## Matične knjige
Arhiv Nadškofije Ljubljana hrani naslednje matične knjige župnije Prežganje:
- Krstne knjige: 1702-1754*, 1755-1770, 1770-1784, 1784-1812, 1812-1842, 1843-1890, 1813 duplikat, In RM 1780-1846, In RM 1847-1932
- Poročne knjige: 1713-1770, 1771-1784, 1784-1812
- Mrliške knjige: 1713-1770*, 1770-1784, 1784-1812, 1812-1859, In 1925-1941